# Осеевская (деревня)
Осеевская — деревня в Череповецком районе Вологодской области.
Входит в состав Абакановского сельского поселения, с точки зрения административно-территориального деления — в Абакановский сельсовет.
Расстояние по автодороге до районного центра Череповца — 49 км, до центра муниципального образования Абаканово — 6 км. Ближайшие населённые пункты — Панфилка, Демьянка, Ступино.
По переписи 2002 года население — 14 человек.
История названия. Однажды во времена Польской интервенции деревню разорили поляки, а мужиков в это время в деревне не оказалось. После этого они стали мстить полякам, нападая ночью на их лагерь и убивая спящих. Партизан прозвали осами, а деревню соответственно Осеевской.